# Walter Joyce
Walter Joyce (10 tháng 9 năm 1937 - 29 tháng 9 năm 1999) là một cầu thủ bóng đá và huấn luyện viên người Anh thi đấu ở vị trí tiền vệ, sinh ra ở Oldham, Lancashire. Con trai ông, Warren Joyce, cũng thi đấu cho Burnley.